# Sepia apama
La seppia gigante australiana (Sepia apama Gray, 1849) è un mollusco cefalopode della famiglia Sepiidae, diffuso nelle acque dell'Australia meridionale.
È la più grande tra le seppie viventi e, per questa sua caratteristica, una delle più conosciute (la più famosa in Australia).

## Descrizione

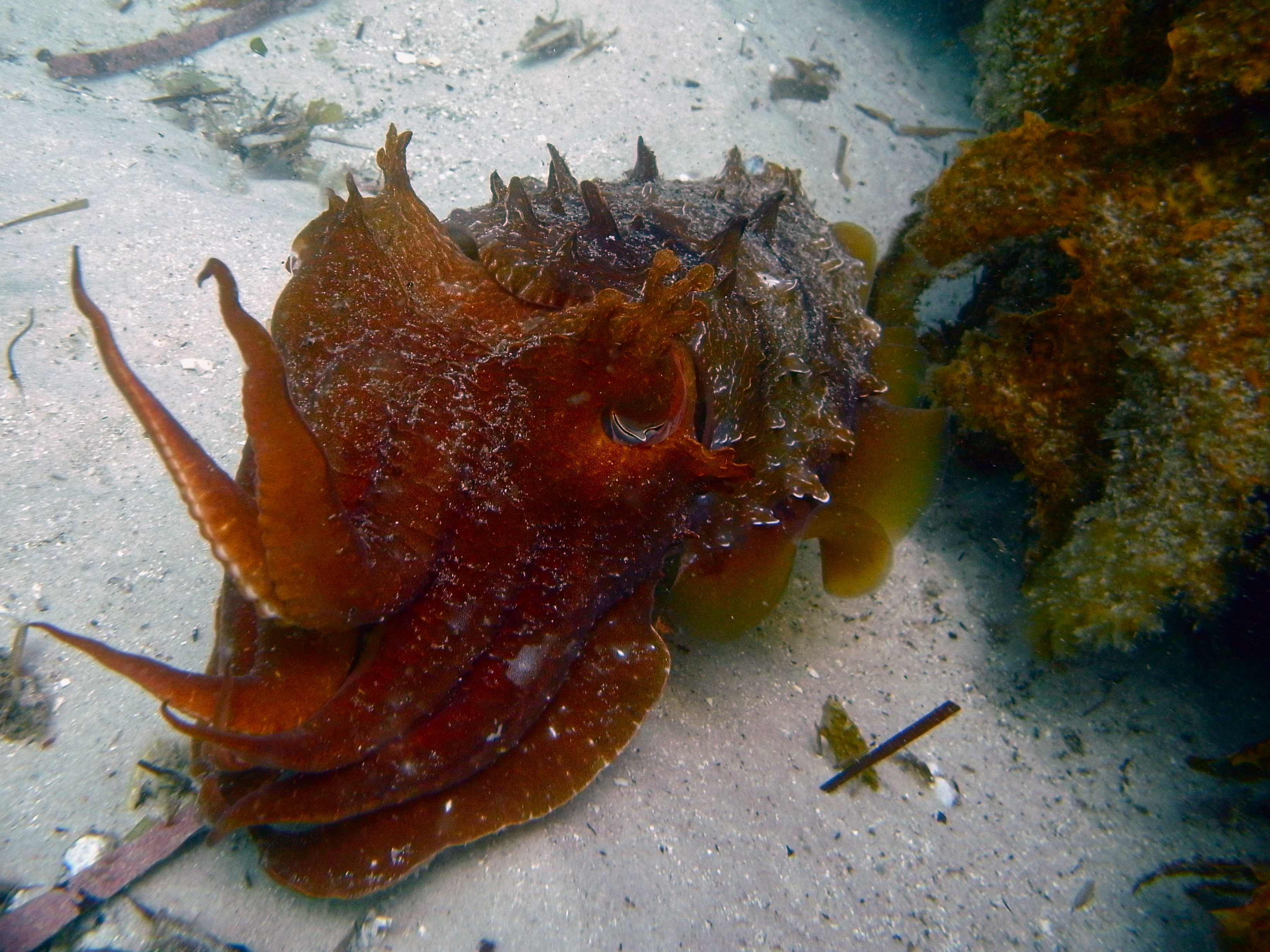
Visione frontale di S. apama su fondale sabbioso

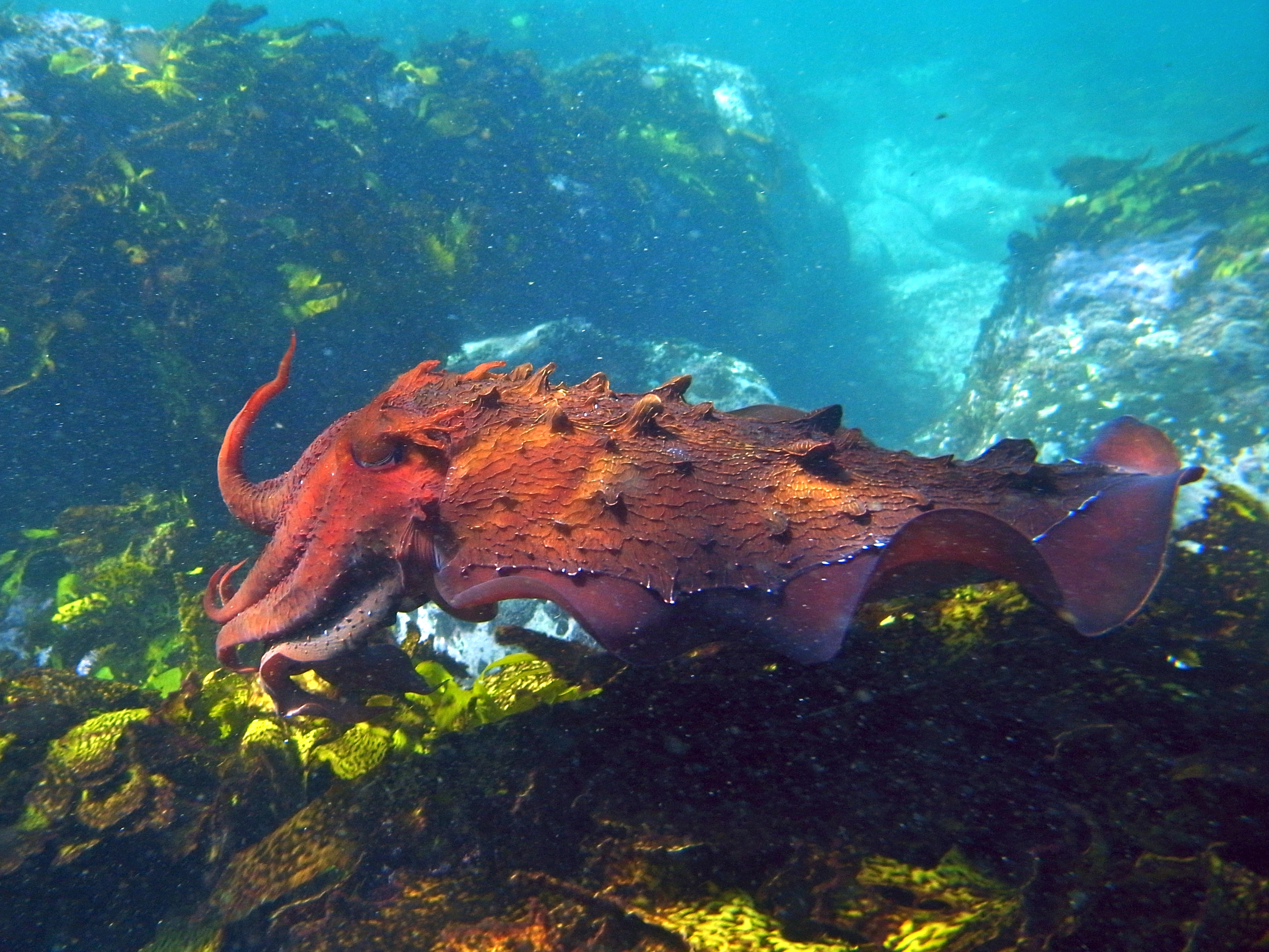
Una seppia gigante australiana dal mantello verrucoso, ricco di papille

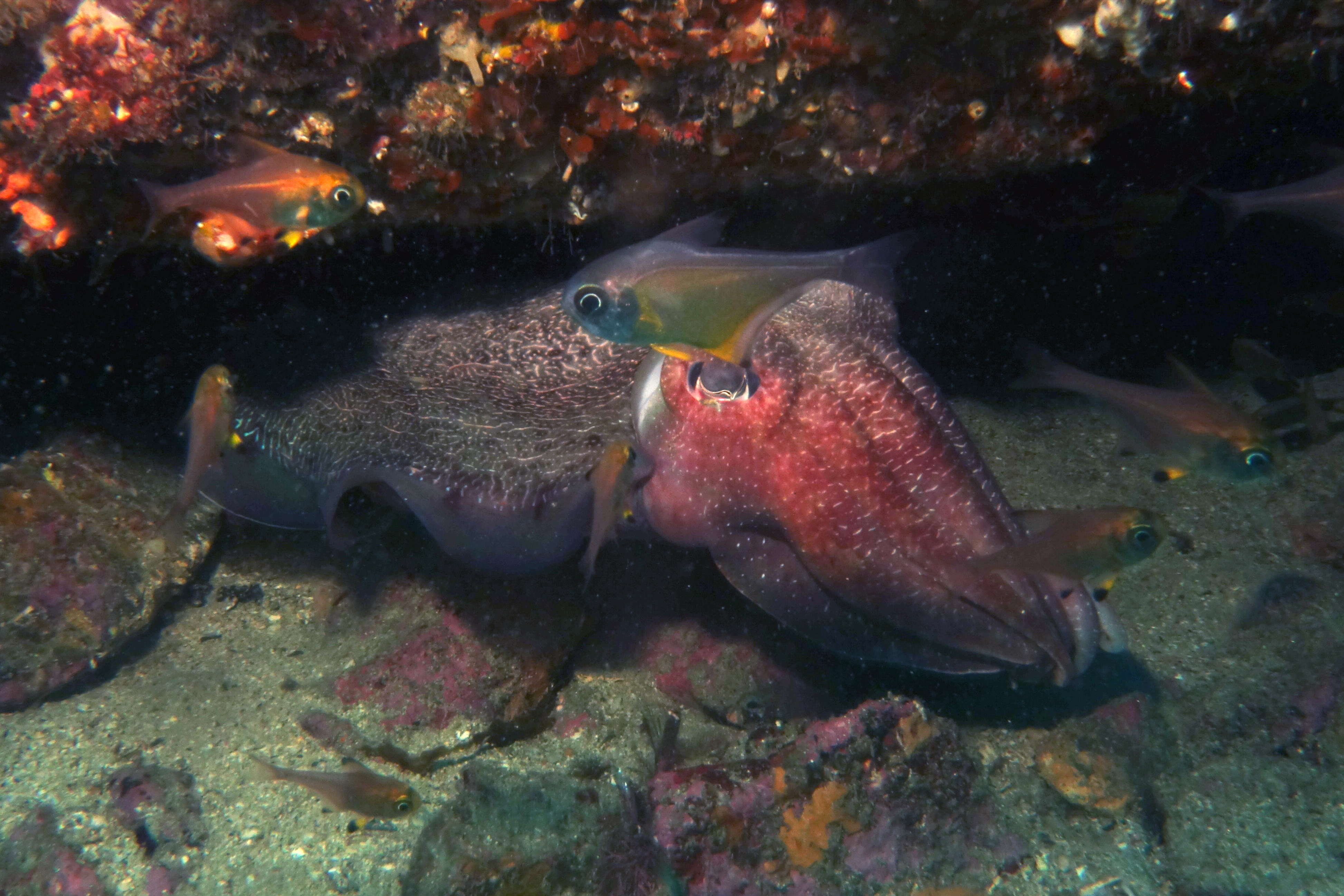
È facile trovare S. apama nelle buie grotte subacquee dell'Australia

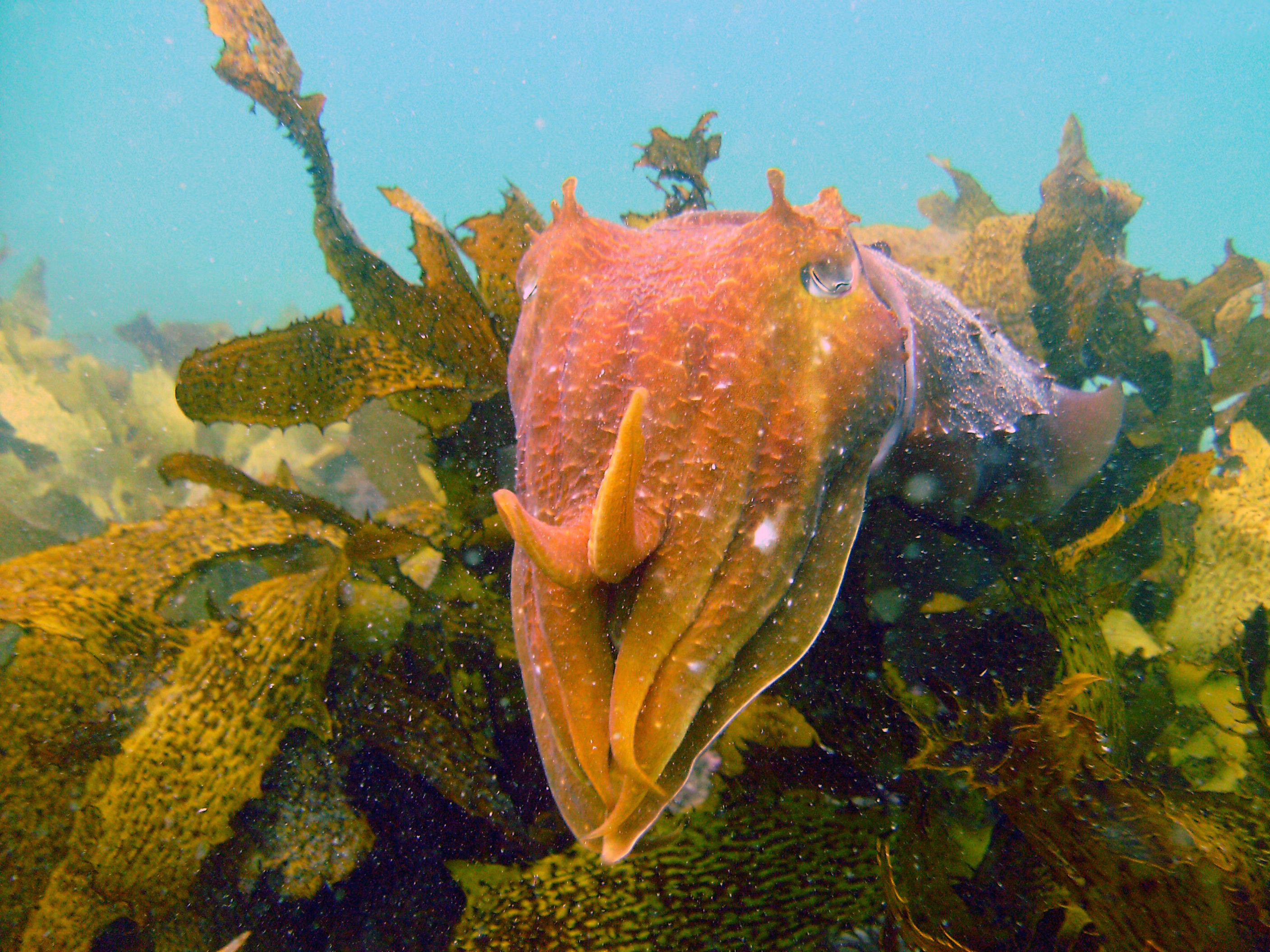
Le alghe sono un elemento fondamentale dell'habitat di S. apama

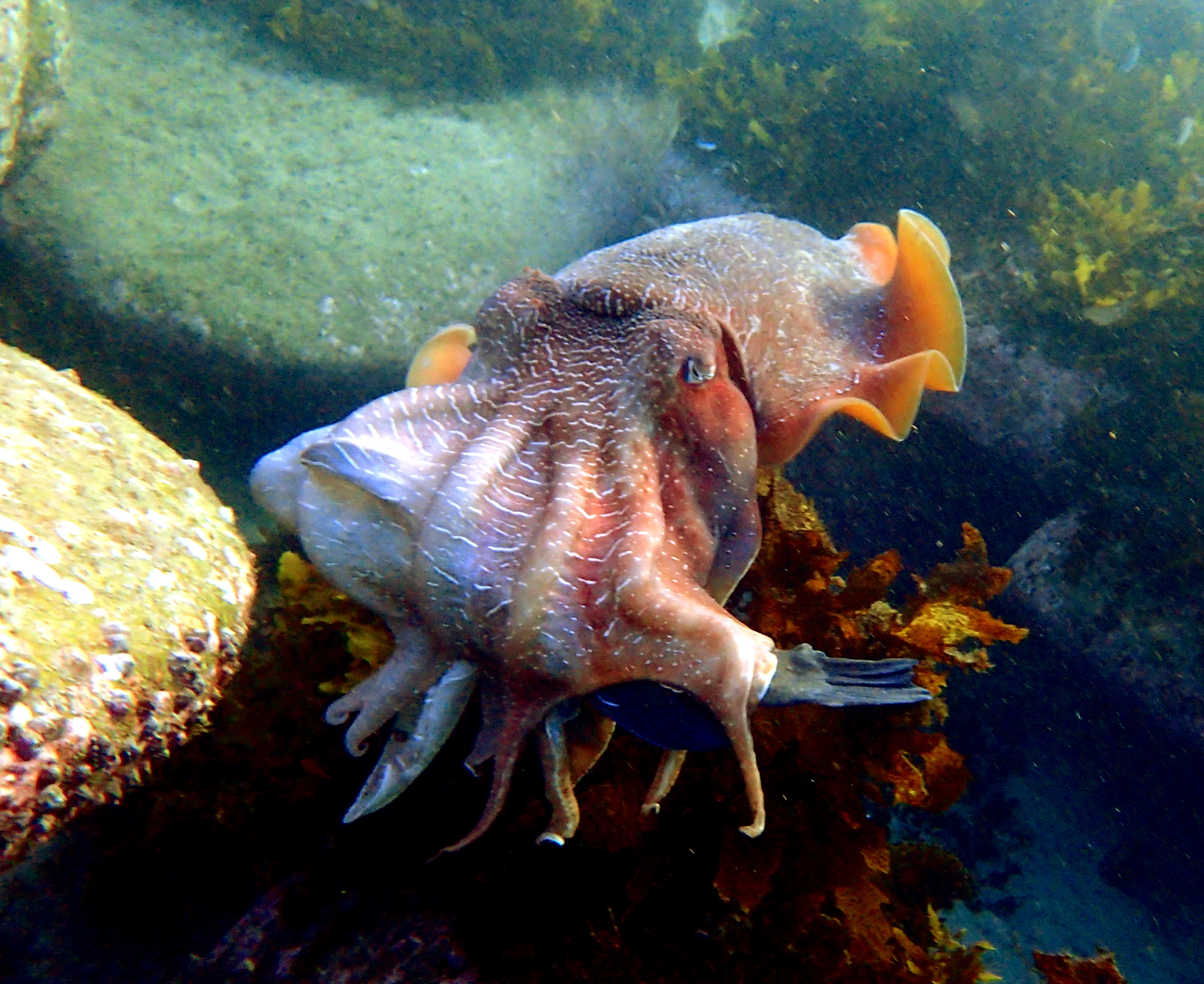
S. apama cattura con le braccia un pesce, trattenuto dalle ventose

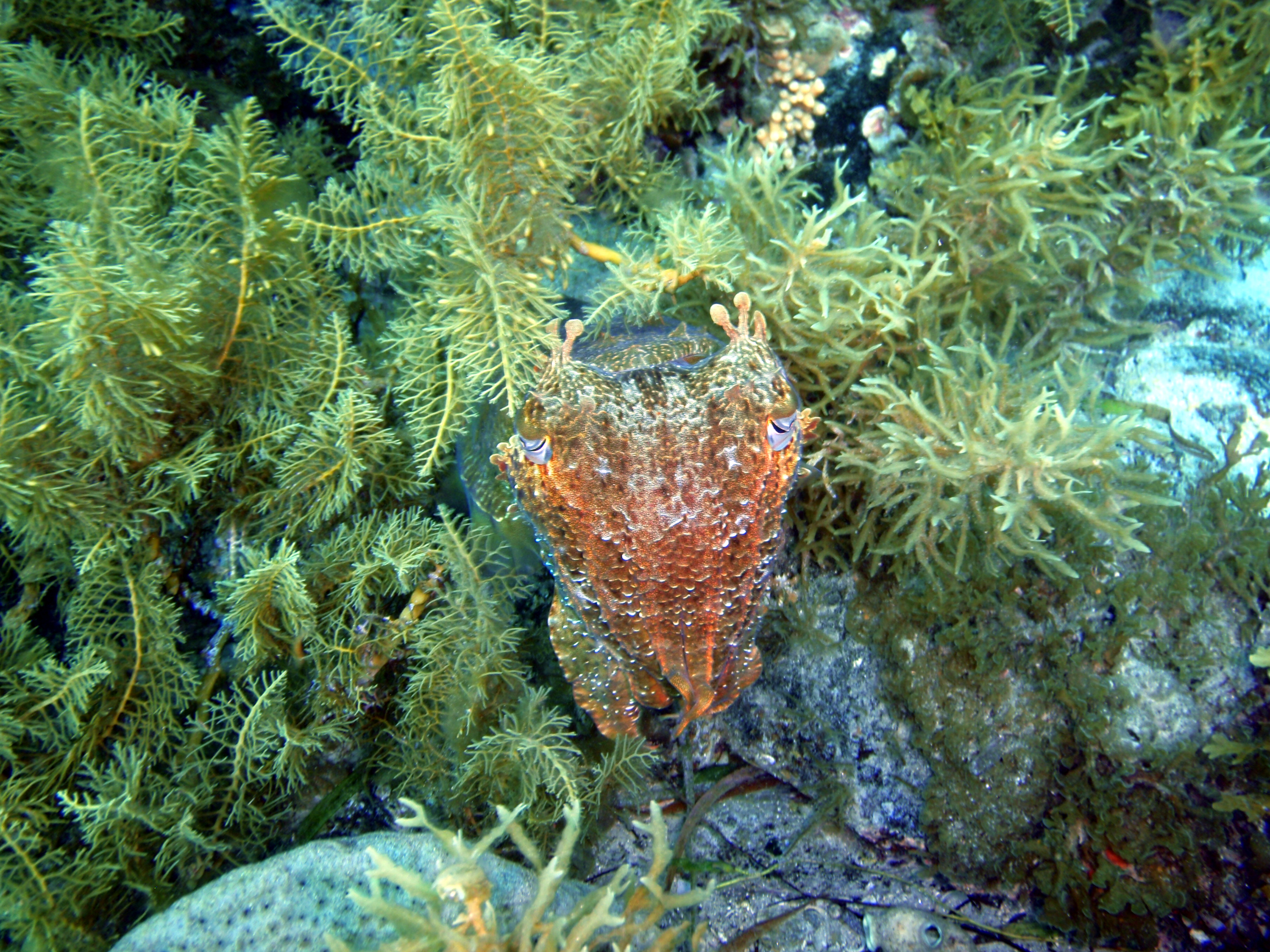
Mimetismo perfetto di S. apama tra le alghe, a bassa profondità

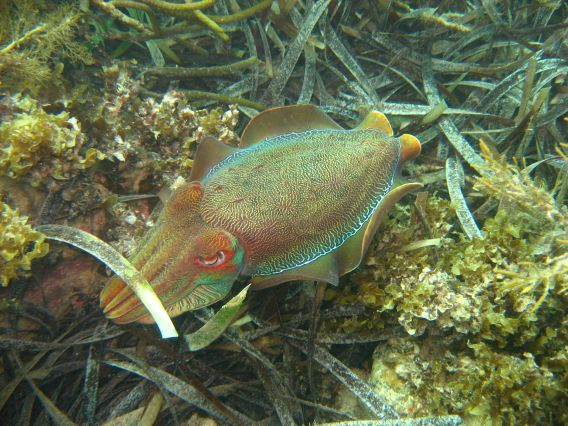
S. apama in un letto di alghe

Questa specie è la più grande di tutte le seppie; la lunghezza del mantello arriva fino a mezzo metro mentre la lunghezza totale può arrivare fino a un metro.
L'aspetto è quello comune a tutte le seppie. È dotata di un corpo allungato con mantello di forma circondato da pinne ondeggianti che si uniscono sulla punta favorendo il movimento dell'animale. Il resto del corpo è composto da due grandi occhi e otto piccole braccia che nascondono al centro un becco corneo simile a quello di un pappagallo e due tentacoli più lunghi che presentano le ventose solo all'apice e vengono estroflessi con uno scatto velocissimo per catturare le prede. Dentro il mantello, dove è presente la conchiglia interna del mollusco nota volgarmente come "osso di seppia", l'animale può riempirsi e svuotarsi d'acqua a proprio piacimento in maniera tale da cambiare livello di profondità. L'osso di seppia della seppia gigante australiana può essere identificato dalla mancanza di una spina e da un ispessimento a forma di V ruvido (callo) all'estremità posteriore; il cono esterno è largo e svasato nell'adulto.
Capace di cambiare colore in un istante, sollevando parti della loro pelle può anche cambiare forma e consistenza per imitare scogli, sabbia o alghe. Questi display hanno varie interpretazioni di altre creature marine e possono essere usati per mimetizzarsi, accoppiarsi o persino per ipnotizzare le prede. Generalmente il corpo è di colore arancione, rossastro o violaceo, con un mantello bruno rossastro. Lungo i lati del corpo si muovono delle strisce zebrate pulsanti; la loro velocità e intensità cambiano in base alla situazione. Le larghe membrane a forma di striscione lungo i margini delle loro braccia vengono usate per intimorire i predatori (facendo sembrare le seppie più grandi e minacciose), per apparire più attraente con il compagno (per le femmine) e intimidire i potenziali rivali (per i maschi).
La seppia gigante australiana può tuttavia essere identificata da due file di tre papille a forma di lembo cutaneo su ciascun occhio, il carattere identificativo più sicuro della specie.

## Distribuzione e habitat
La specie è un endemismo australiano. Il suo areale si estende dall'Australia meridionale sino a Pointes Cloates nell'Australia occidentale e alla Shoalwater Bay nel Queensland. È presente anche nelle acque circostanti l'Isola di Lord Howe e l'Isola Norfolk.

## Biologia

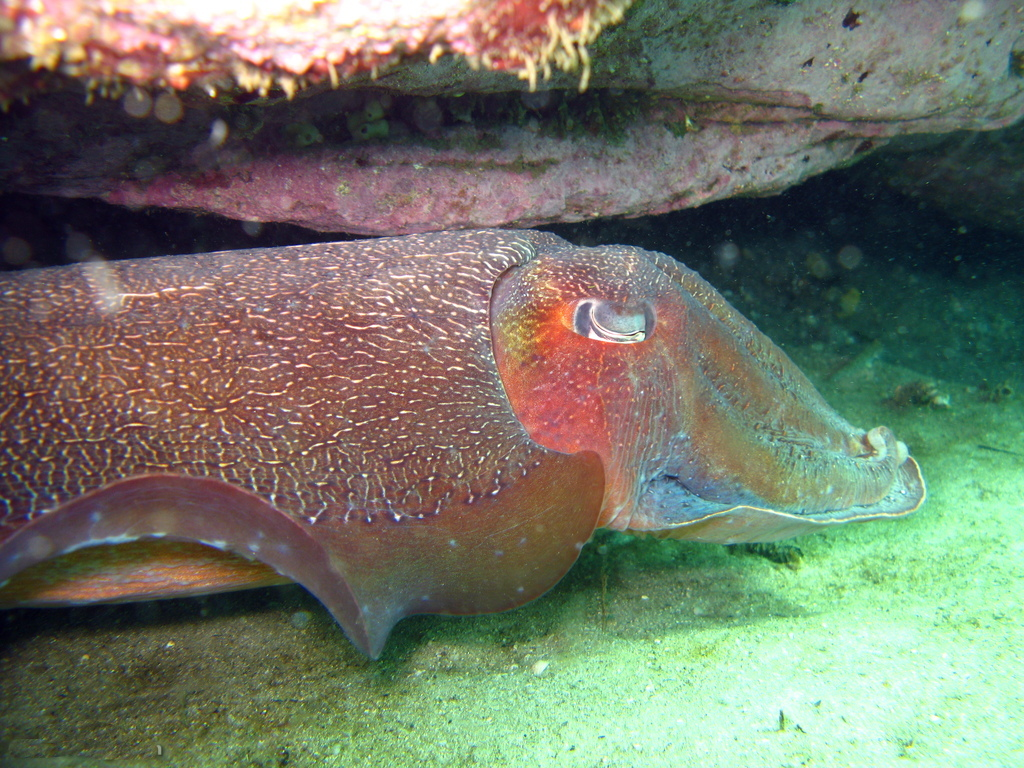
S. apama in una grotta

Le seppie giganti australiane sono attive principalmente durante il giorno e usano il loro eccellente mimetismo per nascondersi. I modelli di colore svolgono un ruolo importante anche nella comunicazione, in particolare durante la stagione riproduttiva. Secondo quanto riferito, sono amichevoli con i subacquei, apparentemente curiose e attratte dai colori vivaci; molte seppie giganti sono stati viste seguire i subacquei per un massimo di 15 minuti. La forte curiosità di questi animali rivela il livello della loro intelligenza, sorprendente per degli invertebrati.

### Prede e predatori
Come altre seppie, S. apama si nutre di pesci, granchi e altri crostacei.
La seppia gigante australiana può essere preda di murene, cernie, squali, foche, leoni marini, delfini e talvolta (i giovani) anche uccelli marini pescatori.

### Riproduzione

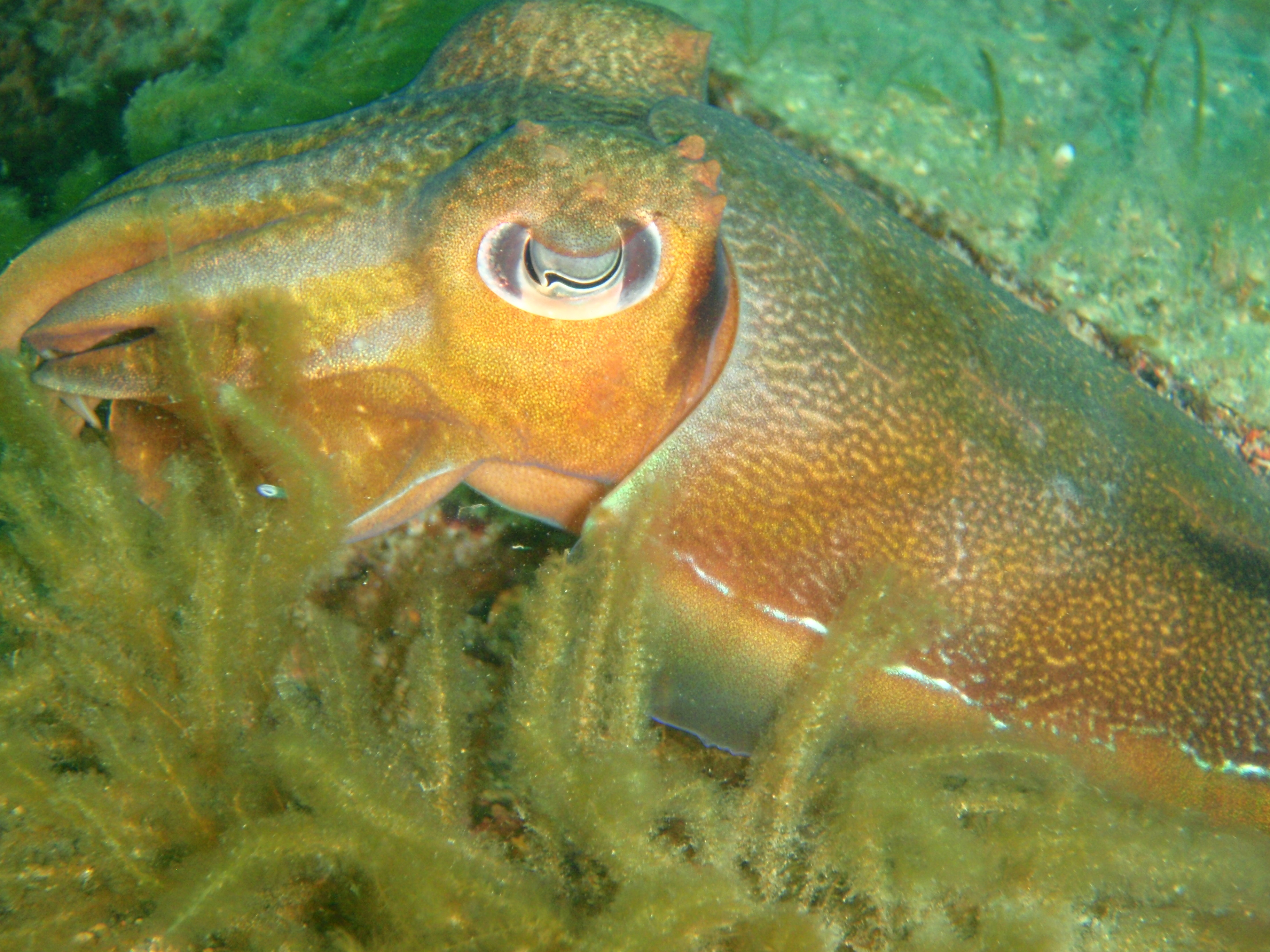
S. apama

L'accoppiamento avviene testa a testa e le spermatofore vengono passate dal maschio in un'area della femmina dove avviene la fecondazione. Poco dopo la fecondazione, la femmina deporrà da 100 a 300 uova bianche coriacee a forma di limone nelle fessure subtidali. Si ritiene che le basse temperature di incubazione necessarie, intorno ai 12 °C, siano uno dei potenziali fattori limitanti di questo areale della specie. A differenza di molti altri cefalopodi, le femmine di seppia gigante australiana non custodiscono le loro uova, che vengono lasciate schiudere dopo 3-5 mesi. Durante la stagione riproduttiva è stato osservato che i maschi più piccoli imitano la colorazione e il comportamento delle femmine; usando questo diversivo si avvicinano di soppiatto alle femmine per accoppiarsi con loro senza la consapevolezza dei maschi aggressivi più grandi.
S. apama depone le uova da aprile a settembre, con un periodo di massima a maggio-giugno. La spettacolare deposizione delle uova di massa avviene nel Golfo di Spencer, dove migliaia di seppie giganti si riuniscono in zone relativamente piccole di scogliere rocciose.
Come altri cefalopodi, la seppia gigante australiana ha una vita breve: si pensa dai due ai quattro anni. Durante la stagione riproduttiva, migliaia di esemplari si riuniscono per deporre le uova, dopo di che molti muoiono. Le estinzioni di massa sono quindi comunemente osservate, con gli ossi di seppia di esemplari morti trascinati sulle spiagge in gran numero. Molti "ossi" mostreranno i segni dei denti di delfini, uccelli e pesci che, approfittando della moria di massa, si nutrono delle seppie in fin di vita.